# Nabicerus
Nabicerus — род цикадок из отряда Полужесткокрылых.

## Описание
Длина 5-8 мм. Желтовато-белые, с развитым темно-бурым или черным рисунком. Вершина заднего бедра с 2 дорсоапикальныыми и 1 субапикальной щетинками. Переднее крыло с 3 субапикальными ячейками. Усики длинные. В роде 1 вид. На ивах 

## Виды
Единственный вид встречается на Дальнем Востоке: Приморский край, Корея.
- Nabicerus fuscescens  Anunfr.